# Format (Pet Shop Boys)
Format is een compilatiealbum van de Pet Shop Boys. Het album bevat verspreid over twee cd's een chronologisch overzicht van bijna alle B-kanten en bonustracks uit de periode 1996 tot en met 2009. Alleen enkele coverversies zijn niet op het album terug te vinden.
Format wordt gezien als de logische opvolger van het compilatiealbum Alternative uit 1995; een verzameling van B-kanten uit de periode 1985 tot en met 1995. De titel 'Format' verwijst naar de verschillende 'formats' waarop de diverse tracks verschenen, variërend van singles en cassette-singles tot cd-singles en downloads.
Alle 38 nummers op het album zijn geschreven door Neil Tennant en Chris Lowe, met uitzondering van We're the Pet Shop Boys. Dat nummer is een cover van My Robot Friend.

## Tracks

### Cd 1
1. The truck driver and his mate (03:34)
2. Hit and miss (04:07)
3. In the night '95 (04:16)
4. Betrayed (05:19)
5. How I learned to hate rock-'n-roll (04:38)
6. Discoteca (new version) (03:43)
7. The calm before the storm (02:46)
8. Confidential (demo for Tina Turner) (04:47)
9. The boy who couldn't keep his clothes on (06:05)
10. Delusions of grandeur (05:04)
11. The view from your balcony (03:45)
12. Disco potential (04:07)
13. Silver age (03:33)
14. Screaming (04:56)
15. The ghost of myself (04:03)
16. Casting a shadow (04:37)
17. Lies (04:39)
18. Sexy northerner (03:42)

### Cd 2
1. Always (05:03)
2. Nightlife (03:53)
3. Searching for the face of Jesus (03:27)
4. Between two islands (05:06)
5. Friendly fire (03:23)
6. We're the Pet Shop Boys (04:55)
7. Transparent (03:51)
8. I didn't get where I am today (03:37)
9. The resurrectionist (03:10)
10. Girls don't cry (02:34)
11. In private (7-inch mix; duet with Elton John) (04:11)
12. Blue on blue (03:12)
13. No time for tears (7-inch mix) (03:35)
14. Bright young things (04:55)
15. Party song (03:40)
16. We're all criminals now (03:55)
17. Gin and jag (04:29)
18. After the event (05:16)
19. The former enfant terrible (02:51)
20. Up and down (03:43)